# Карконошский национальный парк

Логотип

Карконошский национальный парк (пол. Karkonoski Park Narodowy) — национальный парк на юго-западе Польши, в Нижнесилезском воеводстве. Расположен в горах Крконоше (наиболее высокая часть Судет), на границе с Чехией. Был основан в 1959 году с площадью 55,10 км²; впоследствии площадь была увеличена до 55,76 км², примерно 33,80 км² из них покрывают леса. 17,18 км² являются особо охраняемой территорией. В 1992 году Карконошский национальный парк вместе с прилегающим к нему чешским парком Крконоше были объявлены единым бисферным заповедником в рамках программы ЮНЕСКО «Человек и биосфера». Кроме того, около 40 га водно-болотных угодий парка охраняются Рамсарской конвенцией.
Ежегодно Карконошский национальный парк посещают около 1,5 млн туристов. Инфраструктура парка включает 112 км пешеходных маршрутов, 10 горнолыжных подъёмников и 12 гостевых комплексов. Штаб-квартира парка располагается в городе Еленя-Гура.